# Manuel Rivera
Manuel Rivera Ontiveros – meksykański zapaśnik w stylu wolnym. Zdobył brązowy medal na mistrzostwach panamerykańskich w 2010 roku.